# Rodney Davies
Pour les articles homonymes, voir Davies.
Pas d'image ? Cliquez ici

a Compétitions nationales et continentales officielles uniquement.

b Matchs officiels uniquement.
Dernière mise à jour le 29 avril 2020.
Rodney Davies, né le 18 mai 1989 à Rockhampton (Australie), est un joueur australien de rugby à XV évoluant au poste d’ailier ou arrière. Il est international australien à XV après avoir évolué au rugby à XIII.

## Biographie
Après avoir alterné entre rugby à XIII et rugby à XV (discipline dans laquelle il est sélectionné avec l’équipe des Australian schoolboys en 2006), Davies opte pour le XV en 2009 en signant aux Queensland Reds en Super Rugby. Il dispute le championnat du Monde des moins de 20 ans en 2009 (durant laquelle il inscrit 5 essais en 5 matchs) puis fait partie du groupe de l’équipe nationale australienne pour la tournée en Europe de 2010, sans toutefois jouer. En juillet 2011, il devient le premier joueur de la province à marquer trois essais dans un match en demi-finale de la compétition et fête sa première sélection contre les Samoa.
En 2014, il signe à Biarritz en Pro D2, où il devient le meilleur marqueur de l’équipe deux saisons consécutives avec respectivement 9 et 11 essais, avant de signer au Japon pour l’équipe de Mitsubishi Dynaboars.